# شهرستان لووتیان
شهرستان لووتیان (به لاتین: Luotian County) یک منطقهٔ مسکونی در چین است که در هوانگانگ واقع شده‌است. شهرستان لووتیان ۲٬۱۴۴ کیلومتر مربع مساحت و ۶۰۰٬۰۰۰ نفر جمعیت دارد.